# Božidar Pankretić
Božidar Pankretić (Gaj, Vrbovec, 9. studenoga 1964.), bivši ministar regionalnog razvoja, šumarstva i vodnog gospodarstva.

## Životopis
Božidar Pankretić rođen je u Gaju 1964. godine. Sin je hrvatskoga političara Josipa Pankretića. Osnovnu školu i srednju ekonomsku školu završio je u Vrbovcu. Završio je Agronomski fakultet u Zagrebu (VSS – diplomirani inženjer agronomije). Magistrirao je na Agronomskome fakultetu u Zagrebu. Svoju stručnu karijeru započeo je u PIK-u Vrbovec.
Bio je sudionik Domovinskoga rata i nositelj je Spomenice Domovinskoga rata.

## Politička djelatnost
Član Hrvatske seljačke stranke je od 1992. godine. Bio je član Predsjedništva stranke, pa užeg Predsjedništva te potom član Glavnoga odbora. Bio je dopredsjednik HSS-a i predsjednik zagrebačke Županijske organizacije HSS-a. Inicijator je osnivanja Hrvatskog seljačkog saveza.
1996. godine izabran je za podžupana Zagrebačke županije, godinu kasnije postao je zastupnik u Županijskom domu Hrvatskog državnog sabora, potom i dopredsjednik. Bio je i član Odbora za unutarnju politiku i lokalnu samoupravu.
12. siječnja 2008. godine imenovan je ministrom u koalicijskoj Vladi predsjednika vlade Ive Sanadera iz kvote Hrvatske seljačke stranke-a. 
U siječnju 2012. godine, nakon loših rezultati njegove stranke na parlamentarnim izborima 2011. godine, povukao se je iz politike.
Proglašen je počasnim građaninom grada Metkovića 2011. godine.

## Poveznice
- Vlada Republike Hrvatske

## Vanjske poveznice
- Ministarstvo poljoprivrede, ribarstva i ruralnog razvoja
- Hrvatska seljačka stranka